# Eugen-Heinrich Bleyer
Pour les articles homonymes, voir Bleyer.
Eugen-Heinrich Bleyer (né le 20 novembre 1896 à Mayence et décédé le 18 mars 1979 à Bad Tölz) est un militaire allemand. Il fut Generalleutnant et servit au sein de la Heer dans la Wehrmacht pendant la Seconde Guerre mondiale.
Il a été récipiendaire de la croix de chevalier de la croix de fer. Cette décoration est attribuée pour récompenser un acte d'une extrême bravoure sur le champ de bataille ou un commandement militaire avec succès.

## Biographie
Pendant la Première Guerre mondiale, Bleyer s'engage le 13 août 1914 comme porte-drapeau dans le 117e régiment d'infanterie (de). Le 8 octobre 1914, il est affecté au régiment sur le front ouest et est promu lieutenant le 8 mai 1915.
Eugen-Heinrich Bleyer est capturé par les troupes yougoslaves en mai 1945. En 1949, il est condamné à mort, mais sa sentence est commuée en 18 ans d'emprisonnement. Il est libéré en 1952.

## Promotions
| Unteroffizier   | 27 janvier 1915              |
| Fähnrich        | 1er mars 1915                |
| Leutnant        | 8 mai 1915                   |
| Leutnant        | 16 avril 1918 (avec diplôme) |
| Oberleutnant    | 31 juillet 1925              |
| Hauptmann       | 1er février 1931             |
| Major           | 18 janvier 1936              |
| Oberstleutnant  | 30 janvier 1939              |
| Oberst          | 13 décembre 1941             |
| Generalmajor    | 8 décembre 1943              |
| Generalleutnant | 20 juillet 1944              |

## Décorations
- Croix de fer (1914)
  - 2e classe (5 octobre 1915)
  - 1re classe (13 août 1916)
- Insigne des blessés (1914)
  - en noir
  - en argent
  - en or (28 juin 1918)
- Croix d'honneur pour combattants 1914-1918 (15 janvier 1935)
- Médaille du Mur de l'Ouest
- Agrafe de la croix de fer (1939)
  - 2e classe (27 janvier 1940)
  - 1re classe (16 juin 1940)
- Médaille du Front de l'Est (22 août 1942)
- Ordre de la Croix de la Liberté 2e Classe avec glaives (23 septembre 1941)
- Croix de chevalier de la croix de fer
  - Croix de chevalier le 14 décembre 1941 en tant que Oberstleutnant et commandant du Infanterie-Regiment 379[1]
- Mentionné dans le bulletin radiophonique Wehrmachtbericht (15 février 1944)
- Officier de l'ordre du Mérite de la République fédérale d'Allemagne (17 août 1967)